# Noelle Pikus-Pace
Noelle Pikus-Pace (Provo, 8 de diciembre de 1982) es una deportista estadounidense que compitió en skeleton. 
Participó en los Juegos Olímpicos de Sochi 2014, obteniendo la medalla de plata en la prueba femenina individual. Ganó cinco medallas en el Campeonato Mundial de Skeleton entre los años 2005 y 2013.

## Palmarés internacional
| Juegos Olímpicos   | Juegos Olímpicos     | Juegos Olímpicos | Juegos Olímpicos |
| Año                | Lugar                | Medalla          | Prueba           |
| ------------------ | -------------------- | ---------------- | ---------------- |
| 2014               | Sochi (Rusia)        | Medalla de plata | Individual       |
| Campeonato Mundial |                      |                  |                  |
| Año                | Lugar                | Medalla          | Prueba           |
| 2005               | Calgary (Canadá)     | Medalla de plata | Individual       |
| 2007               | Sankt Moritz (Suiza) | Medalla de oro   | Individual       |
| 2007               | Sankt Moritz (Suiza) | Medalla de plata | Equipo mixto     |
| 2013               | Sankt Moritz (Suiza) | Medalla de oro   | Equipo mixto     |
| 2013               | Sankt Moritz (Suiza) | Medalla de plata | Individual       |